# Storenomorpha anne
Storenomorpha anne is een spinnensoort in de taxonomische indeling van de mierenjagers (Zodariidae).
Het dier behoort tot het geslacht Storenomorpha. De wetenschappelijke naam van de soort werd voor het eerst geldig gepubliceerd in 2007 door Peter Jäger.